# 布吕埃尔-阿利尚
布吕埃尔-阿利尚（法語：Bruère-Allichamps，法語發音：[bʁyɛʁ aliʃɑ̃]）是法国谢尔省的一个市镇，位于该省南部，属于圣阿芒蒙龙区。该市镇于1884年由原市镇布吕埃尔（Bruère）和阿利尚（Allichamps）合并而成。

## 地理
布吕埃尔-阿利尚（46°46'6"N, 2°25'57"E）面积13.9 平方千米，位于法国中央-卢瓦尔河谷大区谢尔省，该省份为法国中部省份，北起卢瓦雷省，西接卢瓦-谢尔省和安德尔省，南至克勒兹省，东南接阿列省，东临涅夫勒省。
与布吕埃尔-阿利尚接壤的市镇（或旧市镇、城区）包括：拉塞勒、法尔日阿利尚、诺济耶尔、奥尔瓦勒、聖阿芒蒙龍、圣卢德绍姆、于宰勒沃农、瓦勒奈。

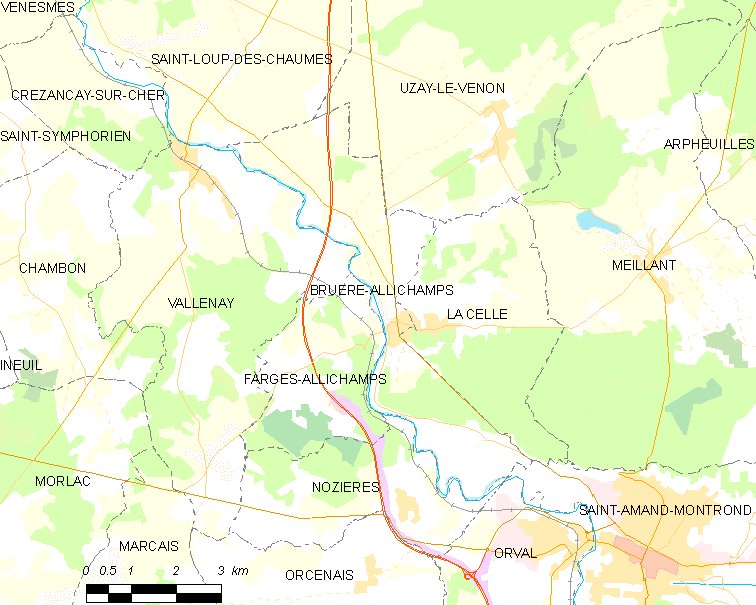
布吕埃尔-阿利尚的OSM定位图

布吕埃尔-阿利尚的时区为UTC+01:00、UTC+02:00（夏令时）。

## 行政
布吕埃尔-阿利尚的邮政编码为18200，INSEE市镇编码为18038。

## 政治
布吕埃尔-阿利尚所属的省级选区为圣阿芒蒙龙县。

## 人口

1962-2008年间布吕埃尔-阿利尚人口变化图示

布吕埃尔-阿利尚于2022年1月1日时的人口数量为569人。